# Нове Ґрабе (Воломінський повіт)
Нове Ґрабе (пол. Nowe Grabie) — село в Польщі, у гміні Воломін Воломінського повіту Мазовецького воєводства.
Населення — 299 осіб (2011).
У 1975-1998 роках село належало до Варшавського воєводства.

## Демографія
Демографічна структура станом на 31 березня 2011 року:
|          | Загалом | Допрацездатний вік | Працездатний вік | Постпрацездатний вік |
| -------- | ------- | ------------------ | ---------------- | -------------------- |
| Чоловіки | 152     | 38                 | 105              | 9                    |
| Жінки    | 147     | 35                 | 83               | 29                   |
| Разом    | 299     | 73                 | 188              | 38                   |